# Oberhöhberg
Oberhöhberg ist ein Gemeindeteil der Gemeinde Haundorf im Landkreis Weißenburg-Gunzenhausen (Mittelfranken, Bayern). Oberhöhberg liegt in der Gemarkung Haundorf.

## Geographie
Das Dorf liegt auf dem Höhberg, einem Höhenzug des Spalter Hügellandes inmitten des Haundorfer Waldes, der zusammen mit dem Mönchswald ein Erholungsgebiet bildet. Der Ort ist ein staatlich anerkannter Erholungsort. Er liegt nahe der Straße zwischen Haundorf und Mitteleschenbach und ist von beiden je rund 3 km entfernt. Knapp 700 Meter östlich liegt der Weiler Unterhöhberg. Nahe Oberhöhberg befand sich vermutlich ein Burgstall. Bei Oberhöhberg befindet sich nahe dem Berggipfel des Hinteren Mönchsbergs der nördlichste Punkt des Landkreises Weißenburg-Gunzenhausen.
Eine Gemeindeverbindungsstraße führt nach Unterhöhberg (0,8 km östlich) bzw. zur Kreisstraße WUG 23 (0,9 km westlich).

## Geschichte
In den Salbüchern des Spalter Chorherrenstift St. Nikolaus von 1517 und 1549 werden für Oberhöhberg jeweils ein Anwesen aufgelistet, das diesem unterstand.

## Religion
Die Einwohner römisch-katholischer Konfession sind nach St. Nikolaus (Mitteleschenbach) gepfarrt.